# マテガイ科
マテガイ科（マテガイか、馬刀貝科、蟶貝科、学名 Solenidae）は異歯亜綱に分類される二枚貝の1科である。前後に長い円筒状の殻をもつ。汽水産の1種を除き全てが海産で、世界中の熱帯から温帯を中心に約70種ほどが知られるが、ハワイやニュージーランド、両極周辺などからは知られていない。
科の学名 Solenidae はタイプ属の Solen に国際動物命名規約で科を示す-idae を付したもの。属名 Solen は古代ギリシャ語で筒やパイプなどを意味する σωλήν （sōlḗn）に由来し、本科の筒状の殻を表したもの。

## 形態
特徴的な細長い筒状の殻を持つ。成貝の殻長は2cm程度のチゴマテから Solen rotundatus のように18cm以上になるものまである。殻を閉じても両端は完全に開いている。殻表は明瞭な殻皮があり平滑で、僅かな成長線以外に殻表彫刻はない。殻頂は前端にあり全く、もしくはほとんど高まらない。交歯も前端近くにあり、左右の殻ともに鉤爪形の小さい主歯が1個あるのみで側歯はない。靭帯は外在する。
入水管と出水管は癒着している。外套膜は前端の足を出す孔と後端の水管孔を除き全体が癒合する。足は太い円筒形で先端はやや円錐形をなし、前方の開口部から伸び出て素早く砂泥底に潜ることができる。

## 生態
砂泥底に潜り、水管から取り込んだ水から懸濁物を濾しとって食物とする。種によっては足をピストンのように使って短い距離なら水中を泳ぐことができる。

## 分類
21世紀初頭では以下の3属がマテガイ科に分類されている。
- Neosolen Ghosh, 1920　（1属1種）
  - Neosolen aquaedulcioris (Ghosh, 1920) インドの汽水産
- Solen Linnaeus, 1758　マテガイ属（60種以上あり、以下はその一部の例）
  - Solen canaliculatus Tchang & Hwang, 1964 - ヒナマテガイ
  - Solen gordonis Yokoyama, 1920 - アカマテガイ
  - Solen grandis Dunker, 1861 - オオマテガイ
  - Solen kikuchii Cosel, 2002 - チゴマテ
  - Solen krusensterni Schrenck, 1869 - エゾマテガイ
  - Solen kurodai Habe, 1964 - ダンダラマテガイ
  - Solen luzonicus Dunker, 1861 - ヒナマテガイ
  - Solen marginatus Pennant, 1777, - マラガカミソリガイ
  - Solen roseomaculatus Pilsbry, 1901 - バラフマテガイ
  - Solen soleneae Cosel, 2002 - ジャングサマテガイ
  - Solen strictus Gould, 1861 - マテガイ
  - Solen vagina Linnaeus, 1758 - カミソリガイ（タイプ種）
  - Solen viridis Say, 1821 - ミドリマテガイ
  - Solen sp. - ホソバラフマテ
- Solena Mörch, 1853 カリブマテガイ属（中米産の2種のみが分類される）
  - Solena obliqua (Spengler, 1794) - カリブマテガイ（タイプ種）
  - Solena rudis (C. B. Adams, 1852) - チュウベイマテガイ

## 利用
食材として、スープの具、蒸し物、茹で物、バター焼き、煮貝などに調理して食べられる種が多い。このため中国ではマテガイやオオマテなどの養殖の研究が進められている。

## ギャラリー

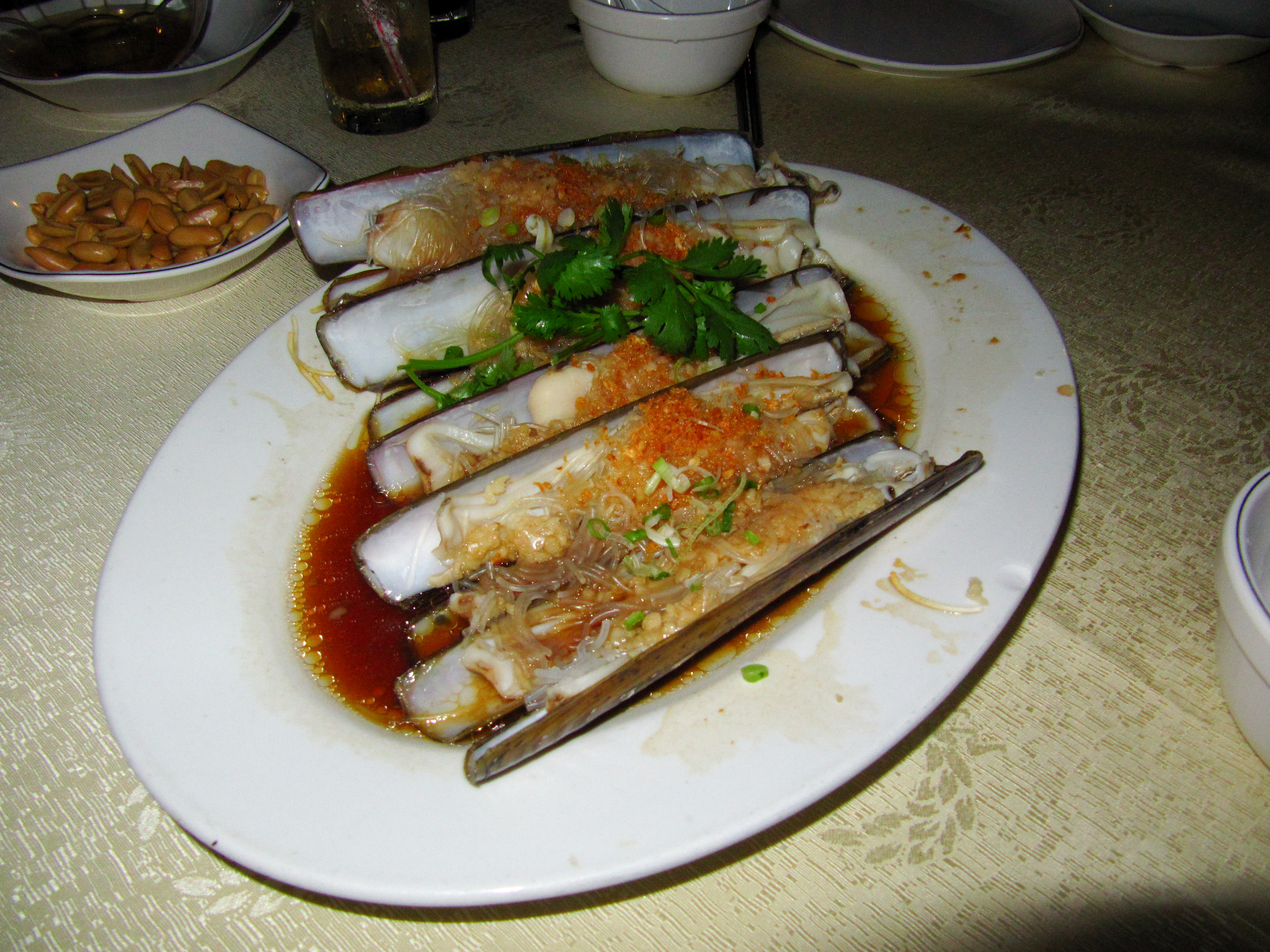
広東料理のニンニク蒸し
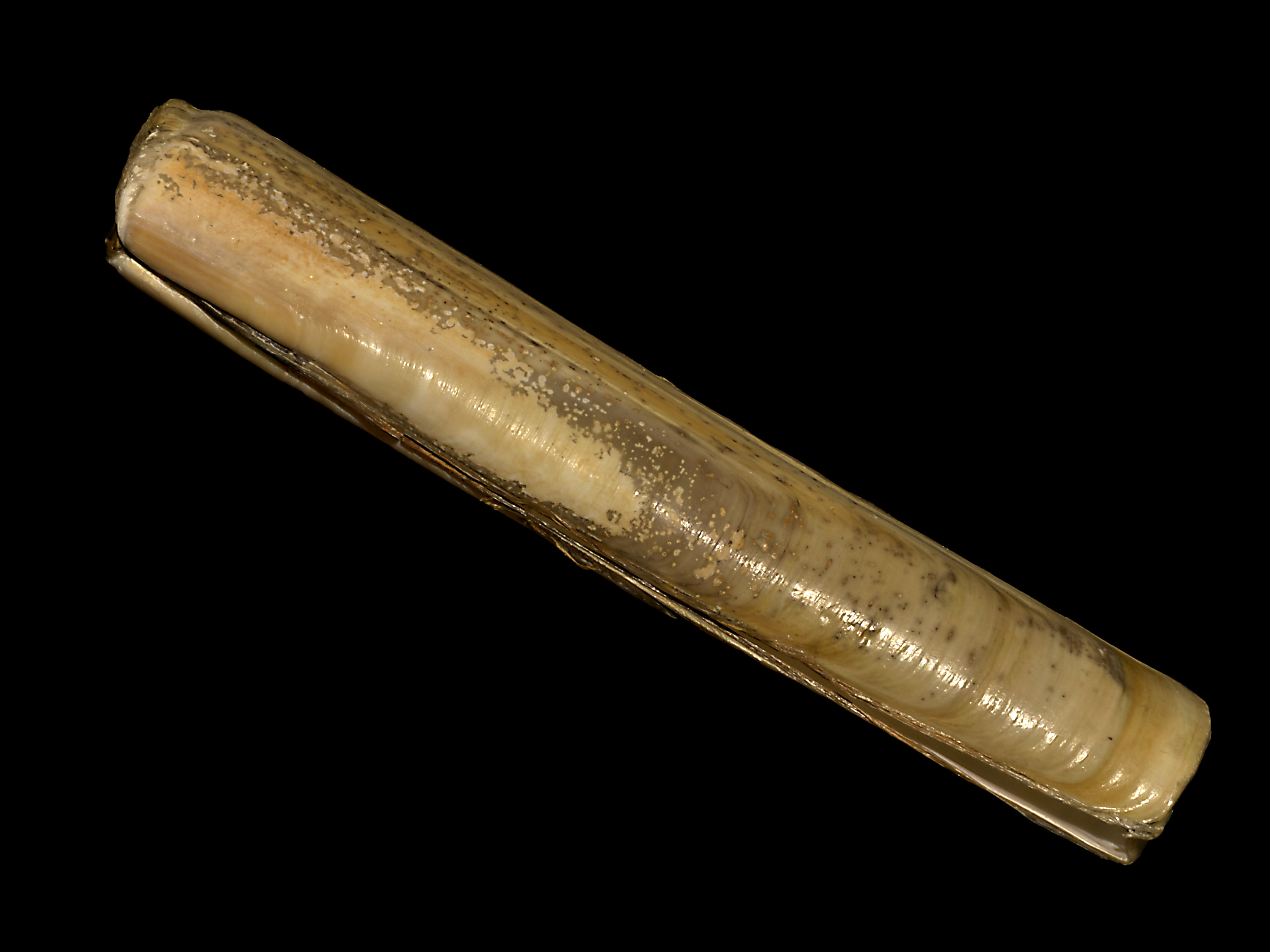
マラガカミソリガイ